# Nototriche parviflora
Nototriche parviflora är en malvaväxtart som beskrevs av Arthur William Hill. Nototriche parviflora ingår i släktet Nototriche och familjen malvaväxter. Inga underarter finns listade i Catalogue of Life.